# Nový Kramolín
Nový Kramolín är en ort i Tjeckien.   Den ligger i regionen Plzeň, i den västra delen av landet, 130 km sydväst om huvudstaden Prag. Nový Kramolín ligger 464 meter över havet och antalet invånare är 237.
Terrängen runt Nový Kramolín är kuperad åt sydväst, men åt nordost är den platt. Runt Nový Kramolín är det ganska tätbefolkat, med 72 invånare per kvadratkilometer. Närmaste större samhälle är Domažlice, 9,9 km öster om Nový Kramolín. Trakten runt Nový Kramolín består till största delen av jordbruksmark.